# Pont Waibaidu
Le pont Waibaidu, est un pont de la ville de Shanghai, en Chine.

## Sinogrammes
- pont de Waibaidu (chinois simplifié : 外白渡桥 ; chinois traditionnel : 外白渡橋 ; pinyin : Wàibáidù Qiáo)

## Description
Le pont WaiBaidu est construit en 1908. Il est le premier pont entièrement métallique de Chine. Il enjambe l'estuaire de la rivière Suzhou qui se jette dans le fleuve Huangpu. Il permet la connexion entre les districts de Huangpu et Hongkou. Devenu un des symboles de Shanghai, le pont est désigné par le gouvernement municipal de Shanghai, le 15 février 1994, comme un exemple d'architecture patrimoniale et une des structures remarquables de Shanghai.
Le pont Waibaidu est le quatrième pont construit à cet emplacement entre 1856 et 1908. Le pont actuel remplace les structures précédentes en bois. Il est construit en acier pour permettre la circulation des voitures et des tramways. Sa longueur totale est de 104,39 m, d'une largeur de 11,20 m pour les véhicules et des trottoirs de chaque côté de 2,9 m pour les piétons. Le dégagement du pont au-dessus de l'eau est de 5,57 m à marée basse et de 3,25 m à marée haute. Son poids est de 900 tonnes.

## Galerie

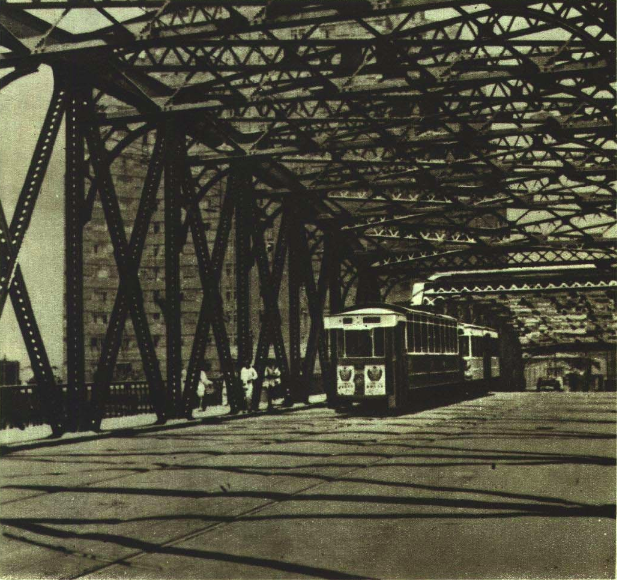
Structure du pont en 1952.
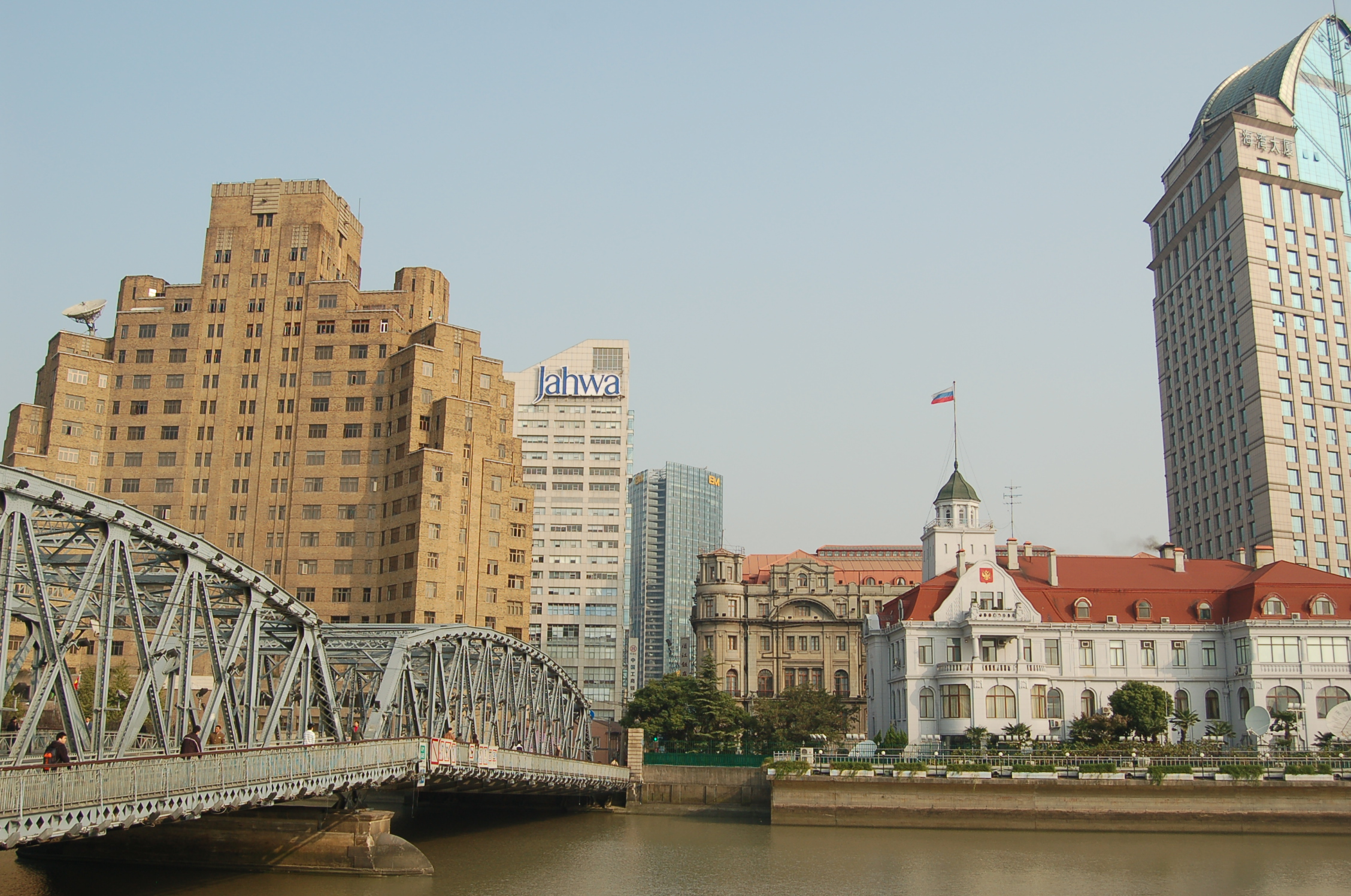
Le pont avec le consulat russe, l'hôtel Astor et l'hôtel Broadway Mansions.
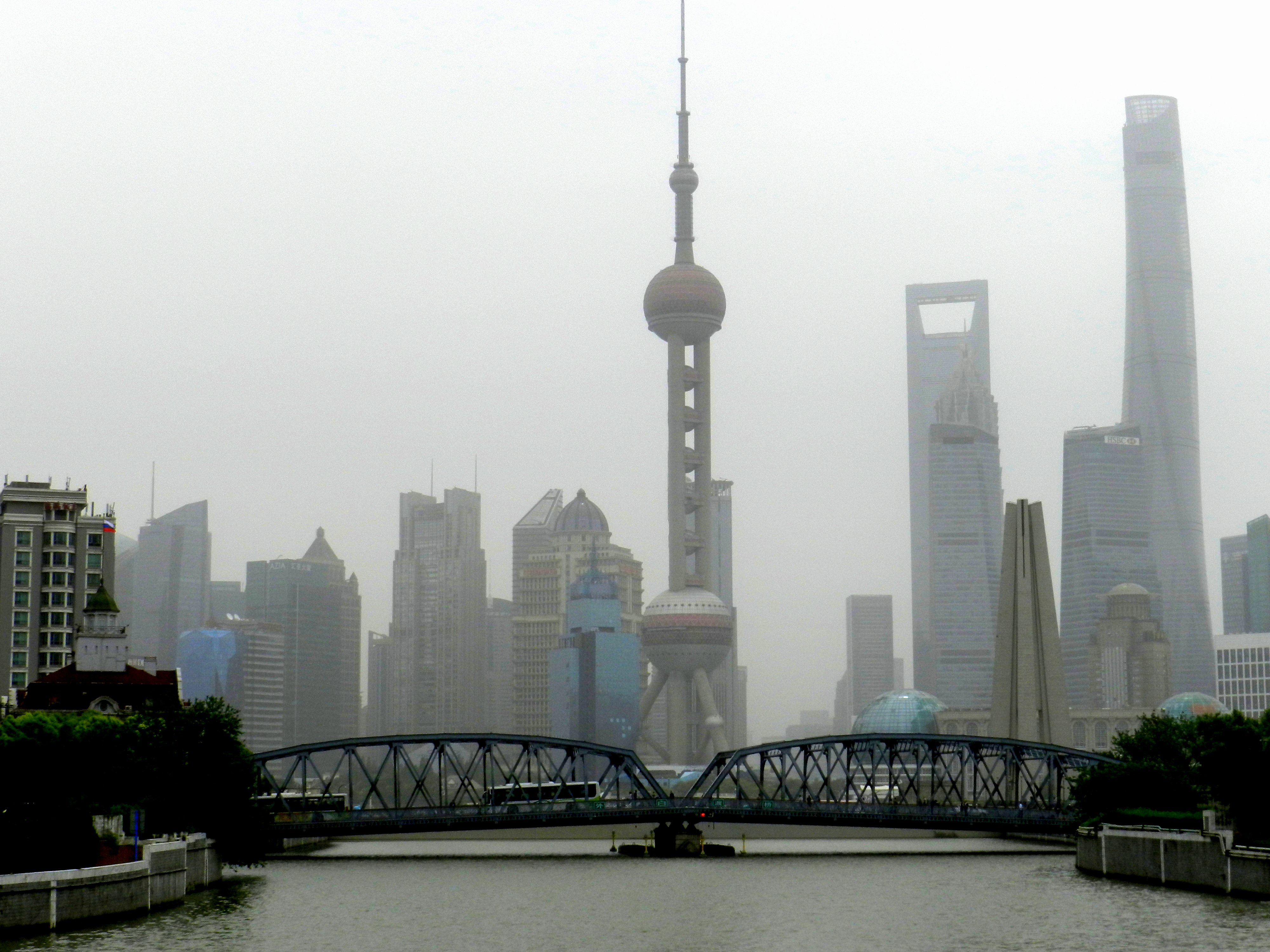
Le pont au-dessus de la rivière Suzhou et le quartier Pudong en arrière-plan.
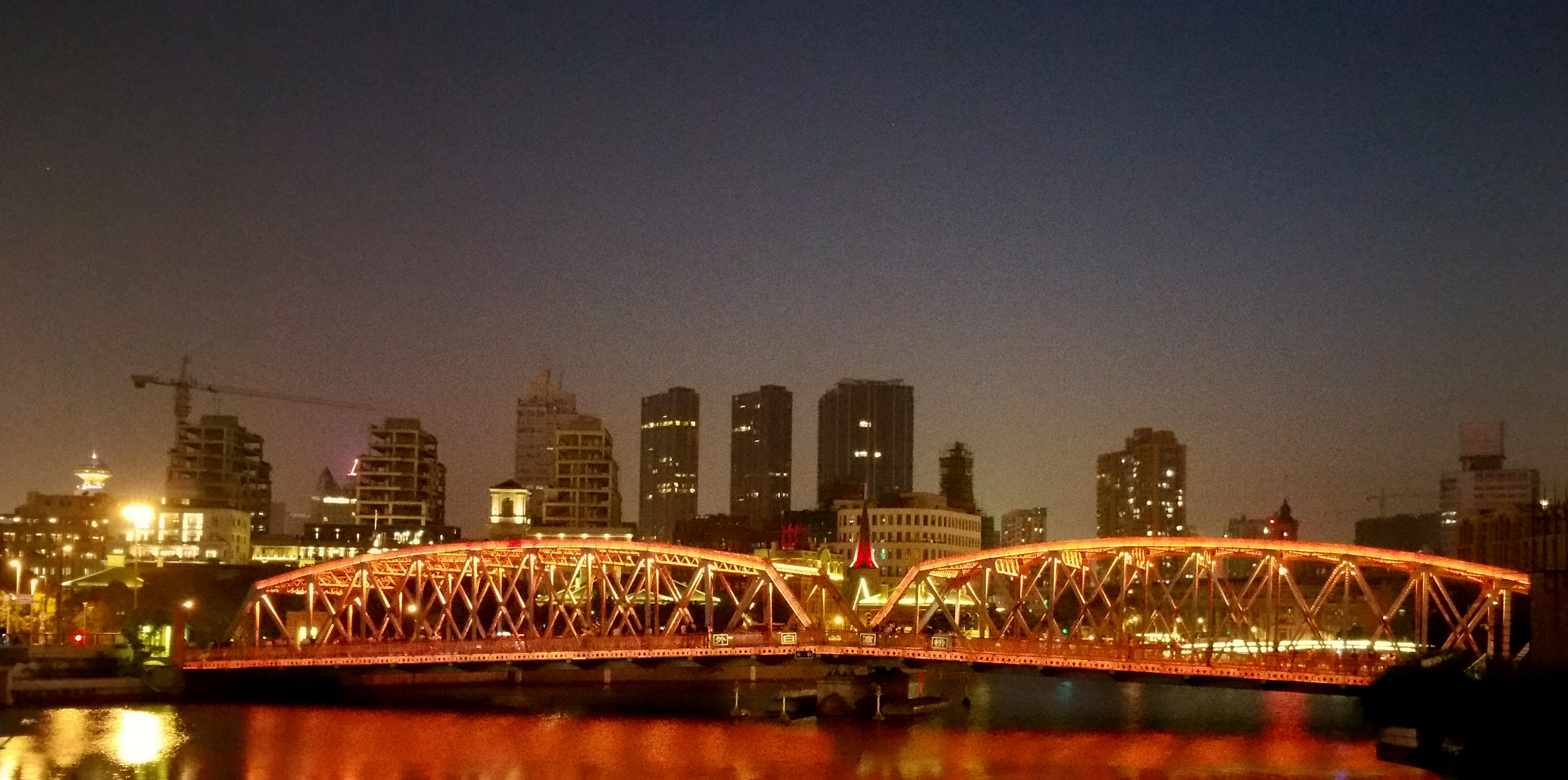
Vue du pont la nuit.